# Der Sekretär der Königin
Der Sekretär der Königin ist ein deutsches Stummfilm-Verwechslungslustspiel aus dem Jahre 1916 von Robert Wiene mit Ressel Orla und Käthe Dorsch in den Hauptrollen.

## Handlung
Die noch minderjährige Königin von Illyrien ist, ohne dass dies die Öffentlichkeit weiß, schon seit einiger Zeit mit dem Kommandanten ihrer Schlosswache, Graf Mirko Danitschef, verheiratet. Eines Tages erreicht eine Wiener Operettentruppe das Königreich, mit der Diva Stella Cavalieri als deren Star. Stella war einst Mirkos Geliebte. Die Königin verbietet der Truppe einen Auftritt in ihrem Reich, woraufhin Stella eine Audienz bei der Monarchin erbittet, um jene gnädig zu stimmen. Der Zufall will es, dass sie in Graf Mirkos alias des Prinzgemahls Wohnung landet, wo sich beide, seit ihrer gemeinsamen Zeit aus Wien, erstmals wiederbegegnen. 
Es kommt zu einer freudigen Begrüßung, doch just in diesem Moment platzt ihre Majestät herein. In Windeseile versteckt sich Stella, zieht rasch eine Uniform an und wird der Königin als Mirkos Bruder vorgestellt. Die Herrscherin findet Gefallen an dem jungen „Mann“, ihrem „Schwager“, und stellt ihn als ihren neuen Sekretär ein. Nun entwickeln sich alle möglichen amüsante Irrungen und Wirrungen. Eines Tages erscheint dann auch noch ein spleeniger US-Millionär namens Castor, der sich in die Sängerin Stella alias Mirkos Bruder alias der Sekretär der Königin verliebt...

## Produktionsnotizen
Der Sekretär der Königin wurde Anfang 1916 gedreht, passierte im März 1916 die Filmzensur und wurde am 3. April 1916 im Berliner Mozartsaal uraufgeführt. Der Dreiakter war 1244 Meter lang. In Österreich-Ungarn lief der nur 950 Meter kurze Film unter dem Titel Der Sekretär der Herzogin. In Dänemark konnte man dieses Lustspiel 1917 sehen.
Die Filmbauten schuf ebenfalls Robert Wiene.